# چهاربرج فلاورجان
چهاربرج فلاور جان مربوط به دوره صفوی است و در شهرستان فلاورجان، بخش مرکزی، روستای چهاربرج واقع شده و این اثر در تاریخ ۱۲ تیر ۱۳۸۴ با شمارهٔ ثبت ۱۲۰۱۸ به‌عنوان یکی از آثار ملی ایران به ثبت رسیده است.